# 希马诺夫斯克
希马诺夫斯克（羅馬化：Shimanovsk）是俄罗斯阿穆尔州的一座城市。位于布拉戈维申斯克以北250公里处，位于波尔沙雅佩拉河畔。西伯利亚大铁路途径该市。该市也有一个机场。人口22,267人（2002年人口普查）。